# Jorge Estefan Chidiac
Charbel Jorge Estefan Chidiac es un político mexicano, exmiembro del Partido Revolucionario Institucional, fue diputado federal por el XIV Distrito Electoral Federal de Puebla a la LX Legislatura.
Es licenciado en Economía por el Instituto Tecnológico Autónomo de México y tiene una especialidad en mercado de dinero por el Instituto del Mercado de Valores. En el medio bancario ha ocupado los puestos de Presidente del Comité de Operaciones Internacionales y Vicepresidente del Centro Bancario de Puebla en 1992. En el gobierno de Puebla ha sido secretario de la Contraloría General del Estado en el gobierno de Manuel Bartlett Díaz y secretario de Desarrollo Social en el de Mario Marín Torres.
Ha sido diputado federal a la LVII Legislatura de 1997 a 2000 y de nuevo fue elegido en 2006 a la LX Legislatura en la cual fue presidente de la Comisión de Hacienda y Crédito Público.

## Estudios
- Licenciado en Economía por el Instituto Tecnológico Autónomo de México, ITAM (1980-1984).
- Especialidad en Mercado de Dinero por el Instituto del Mercado de Valores S. C.
- Posgrado en el Instituto de Mercado de Valores y estudios en el St. John Collage, en Cambridge, Inglaterra.
- Maestro en Administración Pública por el Instituto Nacional de Administración Pública, INAP (1996-1998).

## Cargos legislativos
- Diputado a la LVII Legislatura del Congreso de la Unión de México por el XIII Distrito del Estado de Puebla, con cabecera en el Municipio de Acatlán de Osorio, hoy XII Distrito (1997-2000, pero solicitó la licencia al cargo en 1999).
- En dicho cargo fungió como Secretario de la Comisión de Vigilancia de la Contaduría Mayor de Hacienda, integrante de las comisiones de Programación, Presupuesto y Cuenta Pública, Hacienda y Crédito Público, Especial investigadora del Instituto Mexicano del Seguro Social, Especial de investigación de la Comisión Federal de Electricidad y de la Compañía de Luz y Fuerza del Centro, y del Comité Técnico de seguimiento de las auditorías practicadas a las operaciones del Fondo Bancario de Protección al Ahorro (FOBAPROA).
- Diputado a la LX Legislatura del Congreso de la Unión de México por el XIV Distrito Federal del Estado de Puebla, con cabecera en el Municipio de Izúcar de Matamoros (2006-2009).
- En este cargo fungió, primero, como coordinador de la Diputación Federal Poblana, y después, como Presidente de la Comisión de Hacienda y Crédito Público de la Cámara de Diputados. Asimismo, es miembro de las comisiones de Presupuesto y Cuenta Pública y de Seguridad Social.

## Cargos en la administración pública local
- Subsecretario de Desarrollo, Evaluación y Control de la Administración Pública del Estado de Puebla, SEDECAP (1993).
- Secretario de Desarrollo, Evaluación y Control de la Administración Pública del Estado de Puebla, SEDECAP (1993-1997).
- Secretario de Desarrollo Social del Estado de Puebla, SEDESO (2005-2006).
- Secretario de Finanzas y Administración del Estado de Puebla SFA, (2019-[[]]).

## Cargos en la administración pública federal
- Coordinador de Asesores y Titular de la Unidad de Vinculación del Instituto Mexicano del Seguro Social (IMSS).
- Director Regional Sur del Instituto Mexicano del Seguro Social (IMSS).
- Delegado Regional Golfo Centro de la Secretaría de Hacienda y Crédito Público (SHCP) (1986-1988).
- Director de la Banca Especializada Centro Regional Sur, Banco Mexicano SOMEX (1989-1992).
- Subsecretario de Atención Ciudadana y Contraloría Social de la Secretaría de la Contraloría y Desarrollo Administrativo, SECODAM (1999-2000).
- Director general del Banco del Ahorro Nacional y Servicios Financieros (Bansefi) (2012-2015)

## Trayectoria en el Partido Revolucionario Institucional
- Miembro activo desde 1979.
- Subsecretario de Finanzas del Comité Directivo Estatal Puebla (1992).
- Coordinador de administración y finanzas durante la campaña del Lic. Manuel Bartlett Díaz, candidato del PRI a la gubernatura de Puebla (1992).
- Consejero Político Estatal (1993).
- Comisionado político del PRI para la promoción al voto en el XIII Distrito Federal Electoral del Estado de Puebla (1993-1997).
- Vicepresidente del Consejo Político Estatal del PRI en Puebla (1996-1997).
- Subsecretario de Gestión Social del Comité Ejecutivo Nacional (1998-1999).
- Delegado Político en varios distritos del Estado de Puebla.
- Consejero Político Nacional (2007).
- Secretario de Finanzas del CEN del PRI.

## Cargos sociales y académicos
- Profesor de las asignaturas Economía I, Introducción a la Economía y Seminario de Tesis en el Instituto Tecnológico Autónomo de México, ITAM (1983-1984) y en la Universidad de las Américas Puebla, UDLAP (1987-1989).
- Tesorero y Vicepresidente del Centro Bancario de Puebla.
- Presidente del Comité de Operaciones Internacionales en el Centro Bancario de Puebla (1994).
- Secretario del Exterior del Colegio Nacional de Economistas.
- Presidente del Colegio de Economistas (1988).
- Presidente del Instituto de Administración Pública del Estado de Puebla (1993-1999).

## Premios y distinciones
- Premio Nacional de Economía otorgado por la Cámara Nacional de Comercio, CANACO (1986).